# キム・テヒ
キム・テヒ（朝: 김태희, 1980年3月29日 - ）は、韓国の女優。

## 概要
男1人女2人姉弟の次女で、姉と、俳優の弟イ・ワンがいる。釜山直轄市(現・釜山広域市)で生まれ、小学校から高校まで慶尚南道蔚山市（高校2年生の時に蔚山広域市に昇格）で過ごす。このため、蔚山出身と言われることが多い。三神(サムシン)小学校、大現(テヒョン)中学校、蔚山女子高校を経て、1999年にソウル大学校生活科学大学衣類学科に入学、2005年に卒業。カトリック教徒であり、洗礼名はベルダ。
連続ドラマ『天国の階段』（2003年、SBS）の悪女役や『アイリス』（2009年、KBS）のヒロイン役などで知られる。韓国では人気がある女優の一人である。身長165cm、体重45kg、スリーサイズB78cm-W57cm-H83cm、血液型O型。

## 略歴

### 韓国での活動
2000年、キム・テヒは地下鉄で偶然会った広告代理店のデザイナーに勧められ、テレビ・コマーシャルで芸能界にデビューした。翌2001年、『ラスト・プレゼント』で主演イ・ヨンエの中学生時代役で映画に出演し、2002年の短編映画「新都市人」から本格的な演技活動を始め、その年シットコムと呼ばれるコミカルな連続テレビドラマ『レッツゴー』に出演した。
有名になったのは、2003年 SBS の人気ドラマ『天国の階段』で主人公の意地悪な義理の妹役ハン・ユリを演じてからである。翌2004年、テレビドラマでは朝鮮の伝説を現代化したKBSの活劇『九尾狐外伝』と、SBSの大学生の恋愛劇『ラブストーリー・イン・ハーバード』に出演した。両作品ともにキム・テヒの貢献が評価され、『九尾狐外伝』で最優秀新人賞を、『ラブストーリー・イン・ハーバード』で最高人気賞を受賞した。
2005年4月1日には、所属事務所ロゴスフィルムとの専属契約が満了し、同年6月19日にナム・アクターズと専属契約を結んだ事が発表された。
テレビドラマでの成功のいっぽう、映画では2006年に『中天』で初めて主役を演じたが、キム・テヒ自身の演技力不足もあって不人気に終わった。翌2007年公開の『喧嘩』も人気がなかった。
2009年、4年ぶりにテレビドラマに出演した。このイ・ビョンホン主演のスパイ推理劇『アイリス』は、韓国ドラマ史上最大級の製作費をかけたもので、批評家の称賛と商業的な成功を獲得し、平均視聴率30パーセントを記録。放送開始から各週の最高人気作となった。キム・テヒに対しては演技力に対する批判がなおあったものの、多くの視聴者から肯定的な評価を得、その年2009年のKBS演技大賞では優秀演技賞を受賞した。しかし同じ年に公開された映画『グランプリ』では、主役の競馬騎手を演じたキム・テヒの努力は評価されたが、興行的には主演映画3作品連続となる失敗作となった。
2010年、それまで所属していた事務所ナム・アクターズから、キム・テヒの姉夫婦が設立したルア・エンタテインメントに移籍した。
成功作『アイリス』の後、2011年1月、MBCの恋愛喜劇ドラマ『マイ・プリンセス』で主役を務め、ソン・スンホンと共演した。キム・テヒの演じた大学生イ・ソル役は、今までのキム・テヒの役どころと異なる喜劇的性格で、キム・テヒの遊び心あふれる演技が好評を得た。

### 日本での活動
『冬のソナタ』で有名になったチェ・ジウの主演作として『天国の階段』が日本でも2004年から2005年にかけて放映され、このドラマの出演者としてキム・テヒも日本の韓国ドラマファンに知られるようになり、翌年2006年1月31日から3月11日まで放送された日本コカ・コーラの「新・爽健美茶」のテレビコマーシャルにも起用された。
2007年には韓国の国際文化産業交流財団が韓国文化産業に対する正しい理解と韓国のイメージ向上を目指すため、日本の毎日新聞などのメディアを招き、キムへのインタビューの場を設けた。
2010年末、日本での活動を本格化させるため、日本の芸能企画会社『S・P International （エス・ピーインターナショナル）』とマネジメント契約を結び、日本語を学ぶなどして日本での活動に備えた。ファッション雑誌『25ans （ヴァンサンカン）』の2011年表紙モデルに起用され、1月発売の2011年3月号から登場している。
2011年10月、日本での本格的活動のスタートとなる主演作『僕とスターの99日』がフジテレビ系列で放映開始された。この連続テレビドラマでは、ダブル主演となる「さえない男」役の西島秀俊を相手に韓国の人気女優役を演じる。

### スイス親善文化大使と独島愛キャンペーン
2005年、キム・テヒは弟のイ・ワンとともにスイスの政府観光局からスイスフレンズ（スイス親善文化大使）に選ばれ2月17日に任命式が行われた。5月3日から5月10日にはスイス各地を旅行し多彩な伝統文化体験プログラムに参加した。その様子はスイス政府観光局やマスメディアから写真や動画映像付きで報じられた。

また、このスイス滞在中の4月30日より、領有権が争われる竹島は韓国領土（独島）であるとアピールする「独島愛キャンペーン」をキム・テヒとイ・ワンの両名がおこなう予定であると『朝鮮日報』など一部の韓国メディアが報じた。"独島は我らの領土"と書かれたTシャツを着、同じ曲名の歌の音楽CDを配布するとのことだった。次いで二人がこれを実施したことや舞台表裏の駆け引きなどを韓国のインターネットメディアが報道している。
その後日本のネット上でキム・テヒが「スイスで独島だけでは無く対馬や台湾も韓国の領土だ。日本メディアのインタビューも受けたくない」と主張したとの話が広がり、反日女優は日本に来るなと反発を受けたが、この主張は事実と異なっていた。。
キム・テヒが2011年にドラマの日本進出する際に、韓国では、ほぼ全てのメディアが2005年にキムが独島愛キャンペーンを行った事に触れながらドラマ日本進出の報道をした。英字紙のコリア・ヘラルドも2012年、キム・テヒが「独島主権」をテーマにした音楽CDと 「独島は我々の土地」と書いてあるTシャツをスイスで配ったと報じた。
また、韓国KBS局によると、キムが独島キャンペーンを行ったことにより、日本の一部のネット利用者の間では「キムが日本が嫌いと言った」という噂が広がるなど、キムに対する反感が見られ、2011年の花王抗議デモにおいても参加者がキムを「反日俳優」として糾弾するビラを配布した。2011年11月参議院総務委員会において参議院議員片山さつきが、民放テレビ局の韓流偏重問題の一環として「キム・テヒさんと言う女優がおり、独島愛キャンペーンのキャンペーン女優である。韓国には沢山良い女優がおられるが、このキャンペーンをやっている女優は一人だけである。その女優が日本の民放のドラマに主役として出演している」と疑義を表明した。2011年9月に自身が主演するドラマの宣伝のため来日したキムは、産経新聞によるインタビューで過去に政治的発言が報道されたことに話を向けられると、「私は理数系の人間で、歴史や政治のニュースにはウトいので。もっと勉強しなくてはいけないと思います」と発言した。
さらに、2012年2月にロート製薬が自社製品の「雪ごこち」のCMに過去に独島キャンペーンを行ったキムを起用したことが日本に伝えられると、ネット上でロート製薬への批判が殺到し、キムが来日して行う予定だったCM発表記者会見が中止された。この件については2012年3月10日に韓国SBSの「それが知りたい『誰がキム・テヒを追い出したか?』」でも放送された。産経新聞の黒田勝弘は、韓国芸能人には韓国での「人気管理」のためか、このような反日・愛国パフォーマンスをやる者がいるとし、このCM発表会が中止された件を挙げて、「反日をやりながら日本のテレビ広告に出るというキム・テヒは大胆?それとも甘え?」と述べた。

## 人物

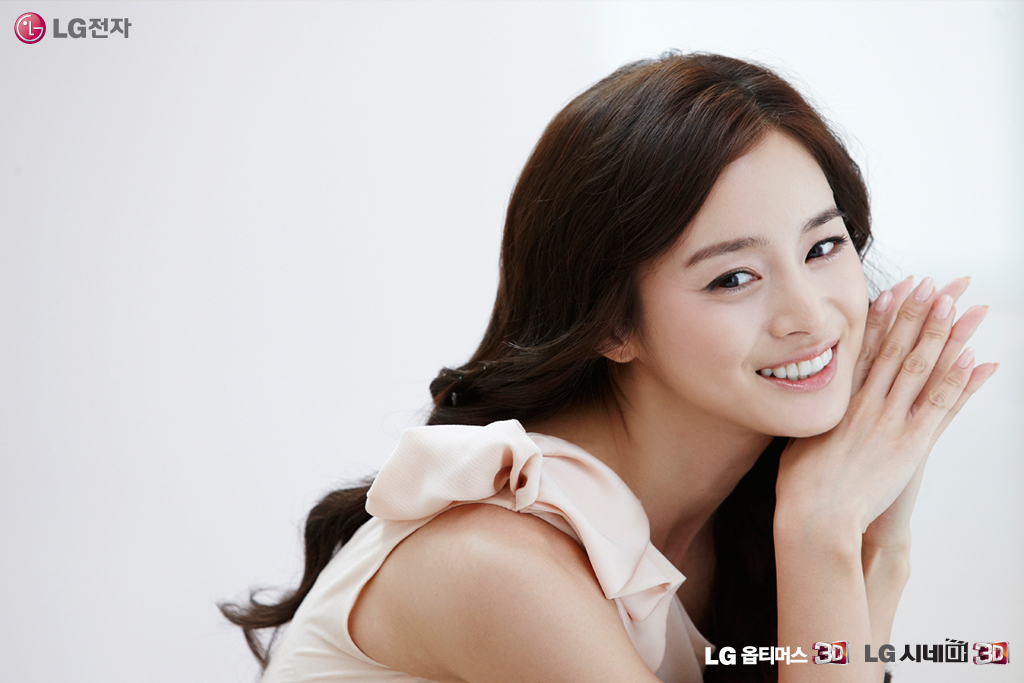
キム・テヒ（2011年9月7日）

中学では全科目100点を3年間にわたって獲得したとされ、高校卒業後、国立ソウル大学校に入学して2005年に卒業した。大学では、スキー部のキャプテンを務め、芸能生活も行った。
作品出演よりコマーシャル出演を芸能活動の中心にしていると見られ、映画やドラマに出演するごとに役者としての演技力がしばしば批判対象となった。
2005年から広報大使に任命されているメイク・ア・ウィッシュ財団の事業の一環として、2006年に難病の子供たちを訪問。2007年12月、ソウルで外国人労働者のための給食奉仕にボランティア参加。2011年には難病の子供たちが歌うメイク・ア・ウィッシュ合唱団のアルバムに参加して「Make-A-Wish」を録音している。2005年11月に開催された韓流スター愛蔵品オークションでは、寄贈した金の指輪が87万7690ウォン（当時の為替レートで約9万円）で落札された。2011年東日本大震災の際には、日本赤十字社に700万円（1億ウォン）の義援金を寄付した。
カトリック信者であり、就寝前には聖書を開くのを習慣とする。本人は「必要な言葉が必ずそこにある。これが一番の力の源かもしれません」 と話している。
日本の調査に関するインタビューで、「時間を守るところ」「徹底した準備」が日本の長所だと答えている。いっぽう、ネット上の「日本嫌い」が噂される一方、本人は「日本は好きな国」「今後も日本で活動したい」と発言がある。日本で活動するために日本語を学んだため、日本語のインタビューでも質問を概ね聞き取ることができ、日本語を交えて会話が出来る。
2005年、フジテレビのFNS25時間テレビの深夜コーナーさんま・中居の今夜も眠れないの『ラブメイト10』において5位にランクインした。
中国でも出演ドラマが視聴されており、2010年に中国で選定された韓国女優美女10人ではキム・テヒが1位に選ばれた。
弟のイ・ワンは俳優で、キム・テヒを一躍有名にしたドラマ『天国の階段』では、テヒの兄役の少年期を演じた。
2017年1月17日、Rain（ピ）との結婚を発表。　2017年10月に、第一子となる女児を出産し、2019年9月に、第二子となる女児を出産している。

## 出演作品

### テレビドラマ

#### 韓国
- レッツ・ゴー（2002年、SBS）（シチュエーション・コメディ） - テヒ役[3]
- スクリーン（2003年、SBS） - キム・ソヒョン役[3]
- 天国の階段（2003年、SBS） 敵（かたき） - ハン・ユリ役[3]
- マイ・スウィート・ファミリー〜フンブの家運が開けたね〜（2003年-2004年、SBS） - パク・スジン役[3]
- 九尾狐外伝（2004年、KBS） - ユン・シヨン（ヘイン）役[3]
- ラブストーリー・イン・ハーバード（2004年、SBS） - イ・スイン役[3]
- IRIS-アイリス-（2009年、KBS） - チェ・スンヒ（ハン・ジナ）役[3][74]
- マイ・プリンセス（2011年、MBC） - イ・ソル役[3]
- チャン・オクチョン-張禧嬪-（2013、SBS） - チャン・オクチョン(禧嬪張氏)役
- 書聖王羲之（2014年、中国ドラマ） - シー・ルイ役
- ヨンパリ（2015年、SBS） - ハン・ヨジン役
- ハイバイ、ママ!（2020年、tvN） - チャ・ユリ役[75]
- 庭のある家（2023年、ENA） - ムン・ジュラン役[76]
- サムダルリへようこそ（2023年-2024年、JTBC） - 本人役（カメオ出演）[77]

#### 日本
- 僕とスターの99日（フジテレビ、2011年10月23日 - 12月25日） - ヒロイン、ハン・ユナ 役（同誕生日の西島秀俊とのダブル主演）

### 映画
- ラスト・プレゼント（2001年）ジョンヨン（イ・ヨンエ）の中学生時代役（短時間の出演）[3]
- レストレス〜中天〜（2006年） ヒロイン ソファ役、ヨナ役[3]
- 喧嘩-ヴィーナスVS僕-（2007年）主演 ユン・ジナ役[3]
- グランプリ（2010年） 主演[3]
- IRIS-THE LAST- （2011年公開） ヒロイン チェ・スンヒ役[3]

### CM
注：特記無きCMの出典は、キム・テヒ 日本公式サイト PROFILEによる

#### 韓国
- O HUI化粧品、Elastineシャンプー - LG生活健康
- フレンチカフェ - ナムヤン乳業
- CYON - LG電子
- ISABAY - シンウォン
- DIOS冷蔵庫 - LG
- ブラックスミス - カフェベネ
- Coupang
- カムリ - トヨタ自動車（韓国トヨタ）
- HERA化粧品
- S-OIL
- iriver
- Maxwell House can coffee
- Choco-heim
- Samsung
- KLASSE
- Matiz - GM大宇
- My root
- Hana Bank
- JINRO
- Lotte Zec
- プルジオ
- パリ・バゲット
- オリンパス韓国[78]
- BCカード[78]

#### 日本
- 爽健美茶 - コカ・コーラ（2006年）
- ロート製薬 - （2012年）

## 広報大使
- 2005年 スイスフレンズ（スイス親善文化大使）
- 2005年 韓国検察庁第2代名誉検事[79]
- 2005年- メイク・ア・ウィッシュ広報大使
- 2007年- ピンクリボン広報大使[80]

## 受賞歴
- 2003年 SBS演技大賞 ニュースター賞 （天国の階段）[3]
- 2004年 SBS演技大賞 最高人気賞 （ラブストーリー・イン・ハーバード）[3]
- 2004年 KBS演技大賞 新人賞 （九尾孤外伝）[3]
- 2005年 百想芸術大賞 TV部門 人気賞 （ラブストーリー・イン・ハーバード）[3]
- 2007年 青龍映画祭 人気スター賞 （中天）[3]
- 2007年 大鐘賞映画祭 海外人気賞 （中天）[3]
- 2007年 百想芸術大賞 映画部門 人気賞 （中天）[3]
- 2007年 アンドレキム ベストスターアワード スター賞[3]
- 2009年 KBS演技大賞 ベストカップル賞 （アイリス）[3]
- 2009年 KBS演技大賞 ドラマ部門 優秀演技賞 （アイリス）[3]
- 2009年 大韓民国 国会大賞 特別賞 （アイリス）[3]
- 2010年 CMA & AIA スタイル賞[3]